# Pleocnemia conjugata
Pleocnemia conjugata är en ormbunkeart som först beskrevs av Bl., och fick sitt nu gällande namn av Karel Presl. Pleocnemia conjugata ingår i släktet Pleocnemia och familjen Tectariaceae. Inga underarter finns listade.